# فوكلان جيرفي
فوكلان جيرفي هي بحيرة متوسطة الحجم تقع في منطقة مستجمعات المياه الرئيسي فووكسي. وهي تقع في منطقة سافو الجنوبية وبلدية سافونلينا.